# OpenSolaris
OpenSolaris — операционная система с открытым исходным кодом, созданная корпорацией Sun Microsystems на базе Solaris. Также термин OpenSolaris может использоваться по отношению к открытой кодовой базе Solaris и сообществу, которое её разрабатывает.
Исходные тексты Solaris были открыты 14 июня 2005 года. На момент покупки Sun Microsystems компанией Oracle Sun открыла исходные тексты ядра ОС, сетевых компонентов, системных библиотек и базовых программ для архитектур SPARC и x86. Эти компоненты можно взять за основу для построения дистрибутивов сторонними фирмами, что на данный момент и сделано как с участием Sun Microsystems, так и без.

## Разработка и будущее OpenSolaris
Процесс разработки OpenSolaris ведётся на добровольной и неоплачиваемой основе сообществом разработчиков OpenSolaris, однако направляется и координируется с участием специалистов Sun. При этом установлен чёткий протокол организации разработки — так называемый OpenSolaris Community Process.
В будущем планируется, что разработка новых версий Solaris будет идти главным образом в проекте OpenSolaris усилиями сообщества разработчиков-энтузиастов. Разработанные добровольцами части кода, новые утилиты и различные улучшения и усовершенствования по мере их тестирования, обкатки и проверки на надёжность и соответствие принятым в Sun корпоративным стандартам качества будут добавляться в фирменную коммерческую версию Sun Solaris. Вместе с тем фирма Sun не обещает полного соответствия OpenSolaris коммерческой версии Solaris. Sun оставляет за собой право не добавлять в коммерческую версию Solaris некоторые новые возможности, функции и утилиты, которые могут присутствовать в OpenSolaris. И напротив, в коммерческой версии Sun собирается поставлять дополнительное проприетарное программное обеспечение, которое не будет присутствовать в OpenSolaris, и раскрывать которое вообще не планируется.
OpenSolaris будет отличаться от коммерческой версии Solaris также отсутствием какой-либо официальной документации от Oracle и формальной технической поддержки со стороны специалистов Sun. Неформальная техническая поддержка и документация будут доступны от разработчиков — участников OpenSolaris Community.
Sun, стремясь увеличить популярность Solaris, ещё до запуска проекта OpenSolaris начала предлагать её свободную для скачивания бинарную версию для некоммерческого использования, отличающуюся от коммерческой лишь отсутствием формальной технической поддержки, печатной документации и дополнительного проприетарного программного обеспечения (Value Added Software).

## История
OpenSolaris основан на кодовой базе операционной системы Solaris, которая была создана в 1991 в качестве замены SunOS.
Планы об открытии исходного кода Solaris появились в начале 2004. 25 января 2005 Sun открыла код фреймворка динамической трассировки DTrace по лицензии CDDL, а 14 июня 2005 - другие части операционной системы.
Сразу после открытия кода стали появляться дистрибутивы. Первый из них, SchilliX, появился 17 июля 2005. В том же году появились BeleniX и Nexenta.
5 мая 2008 года появился официальный дистрибутив OpenSolaris 2008.05. Согласно плану выпусков, каждые шесть месяцев будет выходить новый выпуск OpenSolaris. Майский выпуск получил имя OpenSolaris 2008.05, а следующий, ноябрьский 2008 года — OpenSolaris 2008.11, и так далее. Однако после покупки Sun корпорацией Oracle этот порядок нарушился, и на текущий момент (21 июня 2010) новая версия до сих пор не появилась.
Дистрибутив и документация к нему свободно доступны на веб-сайте opensolaris.com Архивная копия от 12 ноября 2010 на Wayback Machine для всех пользователей OpenSolaris.
Первый выпуск OpenSolaris 2008.05 был основан на ядре Nevada Build 79, и явился результатом проекта под кодовым названием Indiana.
Из особенностей OpenSolaris можно выделить:
- LiveCD/LiveUSB с возможностью установки на диск;
- Интерфейс поддерживает 62 языка[6], в том числе и русский;
- Окружение рабочего стола — GNOME версии 2.24 с композитным менеджером Compiz;
- В качестве файловой системы по умолчанию используется ZFS;
- Система управления пакетами IPS (Image Packaging System), напоминающая APT. Работа с пакетами производится через утилиту pkg или графический диспетчер пакетов. Например, для обновления всех пакетов, установленных в системе, включая ядро, достаточно выполнить команду pkg image-update.

Для обновления пакетов и ядра IPS использует репозитории. Центральный репозиторий пакетов для OpenSolaris находится по адресу pkg.opensolaris.org.
Корпорация Oracle гарантировала будущее OpenSolaris. Несмотря на это, версия OpenSolaris 2010.02 не появилась в срок, что вызвало опасения относительно будущего развития OpenSolaris.
3 августа 2010 года разработчиками OpenSolaris был представлен проект Illumos, являющийся форком операционной системы OpenSolaris. Причиной ответвления разработчики называют отсутствие должного внимания к проекту со стороны Oracle после того, как была приобретена Sun. В начале июля коллектив энтузиастов OpenSolaris угрожал Oracle самороспуском, по выше описанной причине, что по-видимому, не повысило внимания Oracle к развитию OpenSolaris.
14 августа 2010 года в официальном списке рассылки было объявлено о прекращении разработки OpenSolaris и возвращении к модели «Solaris Express».

## Инновационные технологии
Из Solaris 10 в OpenSolaris были перенесены некоторые технологии.

### Zettabyte File System
ZFS — 128-битная файловая система, предназначена для хранения больших объёмов данных. Она позволяет создавать моментальные снимки файловой системы. Также ZFS выполняет функции менеджера томов с помощью пулов устройств.

### Service Management Facility
SMF (Service Management Facility) — механизм для управления демонами. Заменяет скрипты init.d и упрощает администрирование.

### DTrace
DTrace — фреймворк динамической трассировки, созданный Sun Microsystems для выявления неправильной работы ядра и приложений на работающей системе в режиме реального времени. DTrace используется для наблюдения за количеством потребляемой памяти, процессорным временем, файловыми системами и сетевыми ресурсами, используемыми активными процессами, на работающей системе.

### Контейнеры Solaris
Solaris Containers (или Solaris Zones) — технология виртуализации на уровне операционной системы. Контейнеры позволяют создавать полностью изолированные виртуальные операционные системы внутри одного экземпляра OpenSolaris. Интересной разновидностью контейнеров являются типизированные зоны, позволяющие запускать в OpenSolaris приложения для Linux без перекомпилирования.

### Виртуализация сети
OpenSolaris Network Virtualization and Resource Control (проект Crossbow) позволяет создавать множество виртуальных интерфейсов на одном физическом. Это позволяет управлять потоками и более эффективно использовать сетевые соединения.

## Дистрибутивы
После открытия исходного кода Solaris на его основе стали создаваться дистрибутивы от независимых разработчиков. Самым первым стал SchilliX, выпущенный через три дня после открытия кода.
Дистрибутивы создаются для различных групп пользователей, однако задачей большинства разработчиков является создание легковесных, простых в использовании операционных систем, работающих на стандартном оборудовании. Также есть специальные дистрибутивы, например, дистрибутив marTux предназначен для систем SPARC, Polaris для PowerPC, а NexentaStor используется в системах хранения данных.

## Платформы
OpenSolaris и большинство дистрибутивов предназначены для работы на компьютерах с архитектурами x86/x86-64. Начиная с версии 2009.06, OpenSolaris официально поддерживает процессоры SPARC. Установка на них возможна только с помощью Automated Installation (по сети), хотя существует неофициальный LiveCD. Дистрибутив marTux специально предназначен для SPARC.

### Другие архитектуры
- PowerPC Port: Проект Polaris, экспериментальная версия для PowerPC, основанная на проекте Pulsar от Sun Labs.
- OpenSolaris for System z, для мейнфреймов IBM: Проект Sirius, созданный Sine Nomine Associates.
- OpenSolaris на ARM — экспериментальная поддержка ARM с версии 2009.06
- OpenSolaris на MIPS

## Программное обеспечение
Большинство программ с открытым кодом может быть скомпилировано в OpenSolaris. Бинарные пакеты находятся в репозитории OpenSolaris по адресу pkg.opensolaris.org. Дистрибутивы на основе OpenSolaris используют собственные репозитории.
Полезными источниками программного обеспечения под Solaris/OpenSolaris являются сайты проектов Blastwave и OpenCSW, а также sunfreeware.com Архивная копия от 25 октября 2012 на Wayback Machine.
В OpenSolaris x86 реализована возможность запускать приложения Linux без потери производительности за счёт использования типизированных зон. Начиная с ONNV build 143, данная возможность будет убрана.

## Лицензирование
Sun открыла большую часть исходного кода Solaris по лицензии Common Development and Distribution License (CDDL), которая основана на лицензии Mozilla Public License 1.1. Некоторые части Solaris остаются закрытыми и распространяются в виде двоичных модулей по лицензии OpenSolaris Binary License.

## Галерея

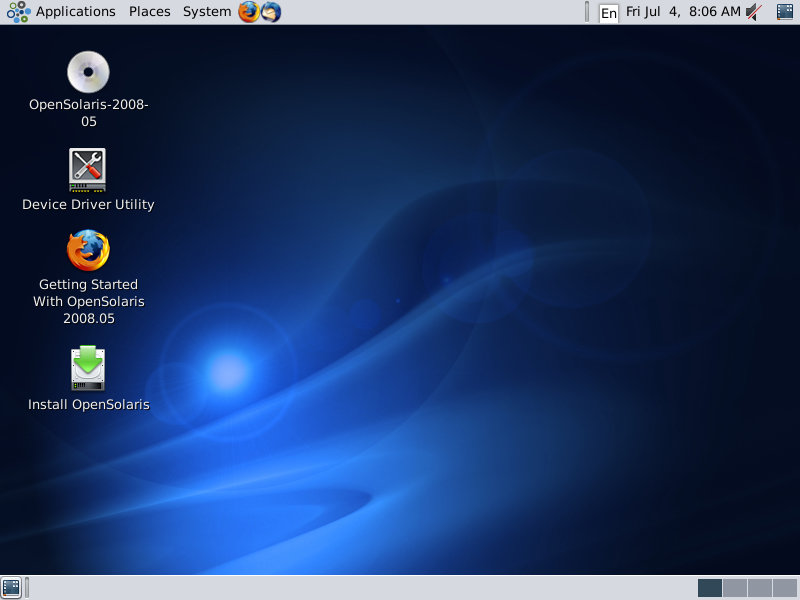
OpenSolaris 2008.05
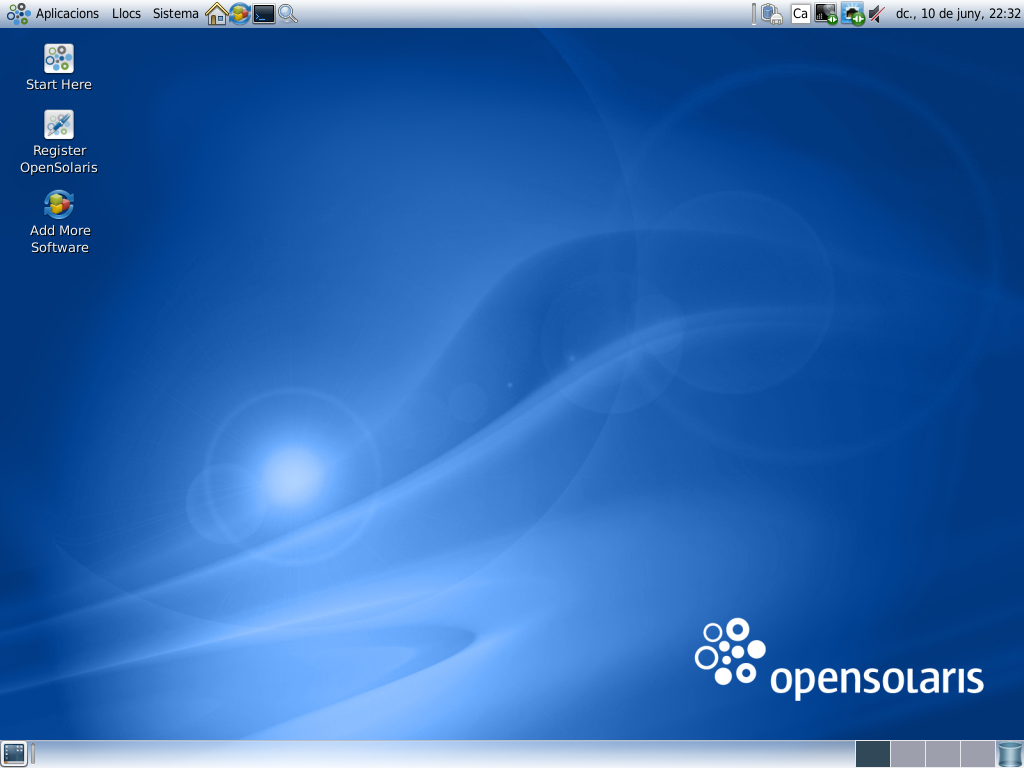
OpenSolaris 2008.11
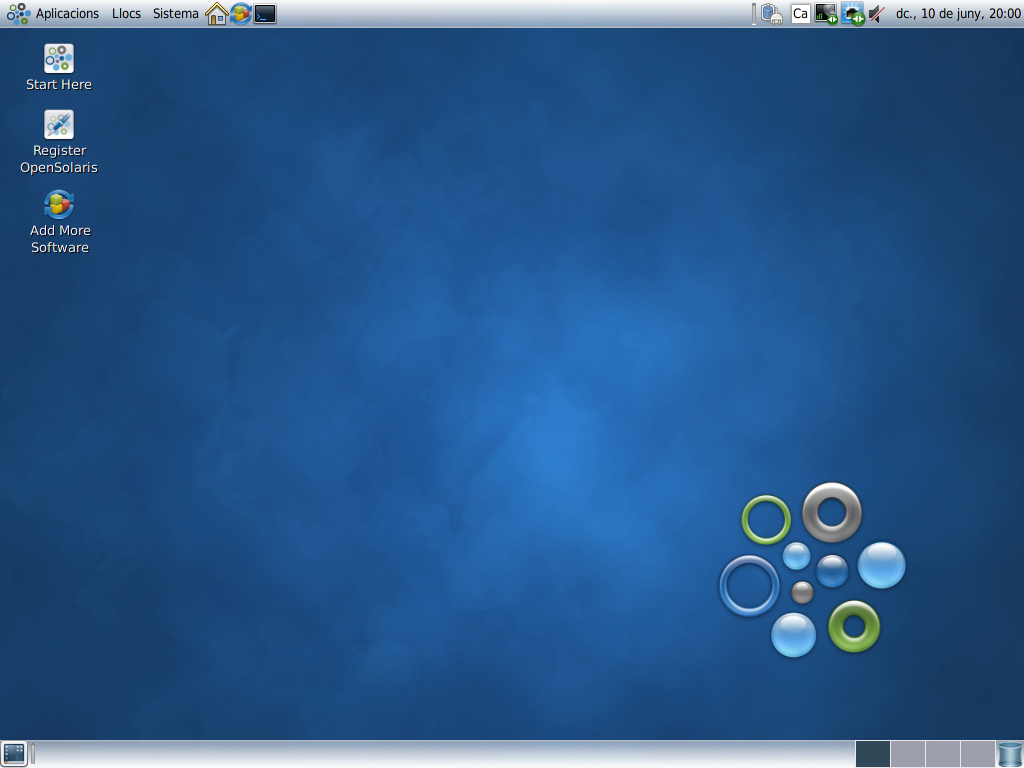
OpenSolaris 2009.06
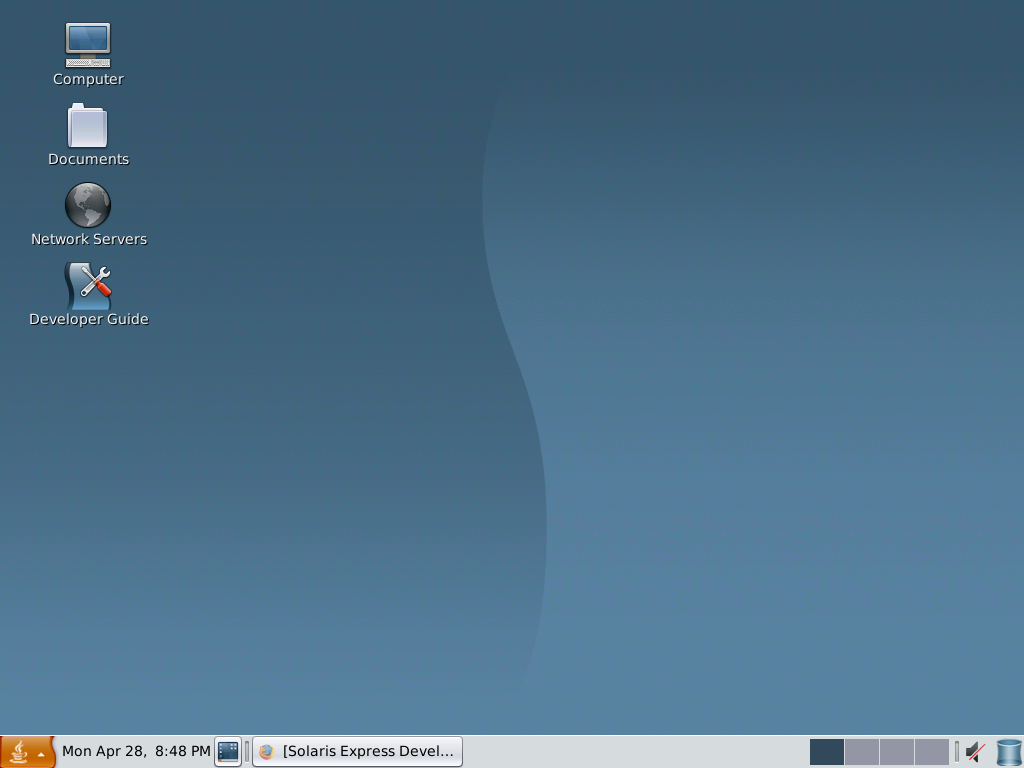
Solaris Express Developer Edition
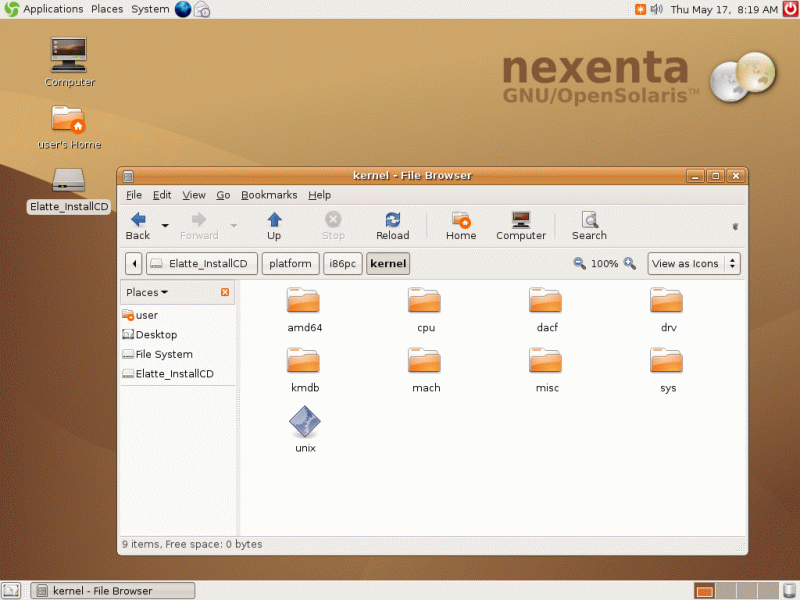
Nexenta OS Alpha 5
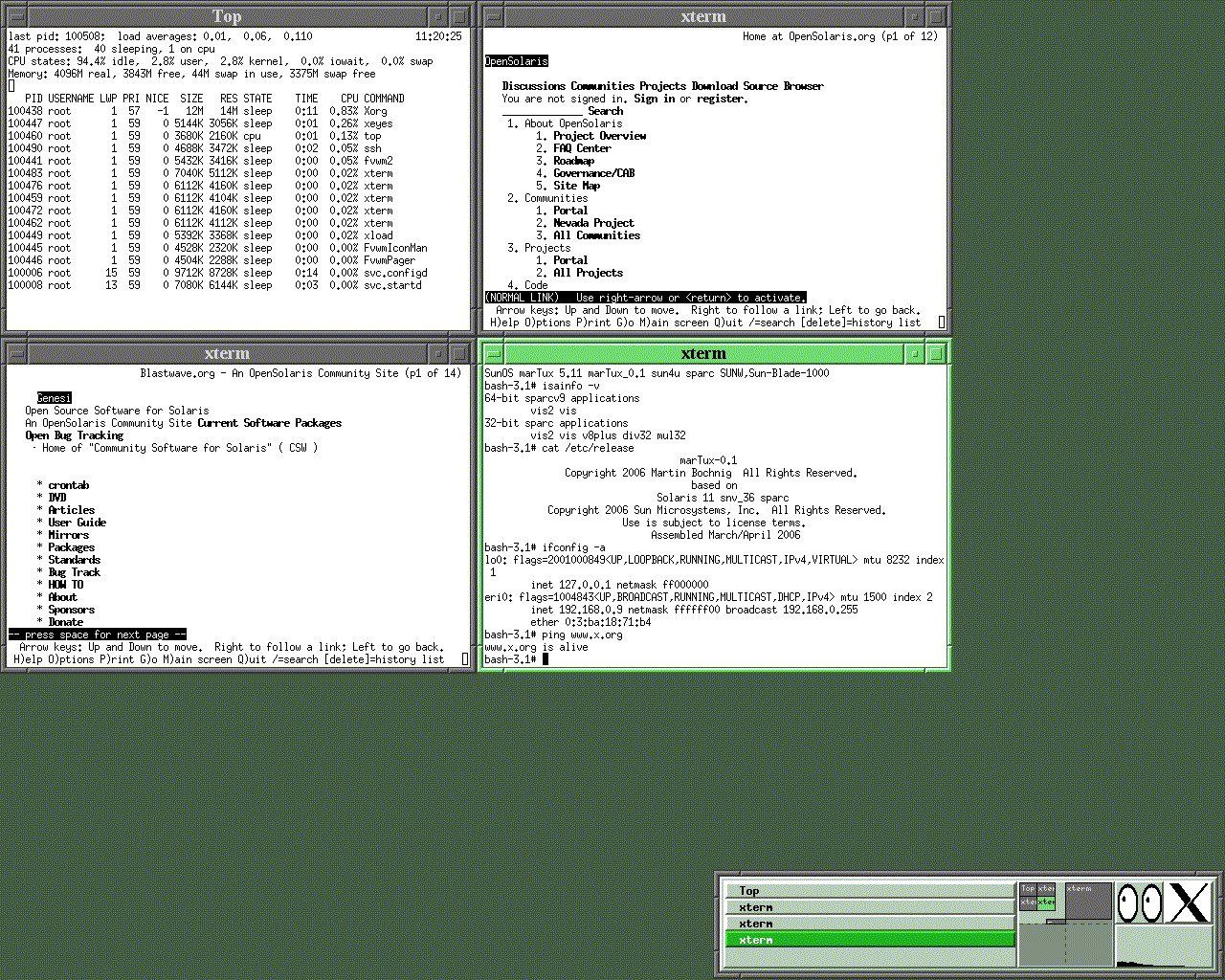
marTux 0.1
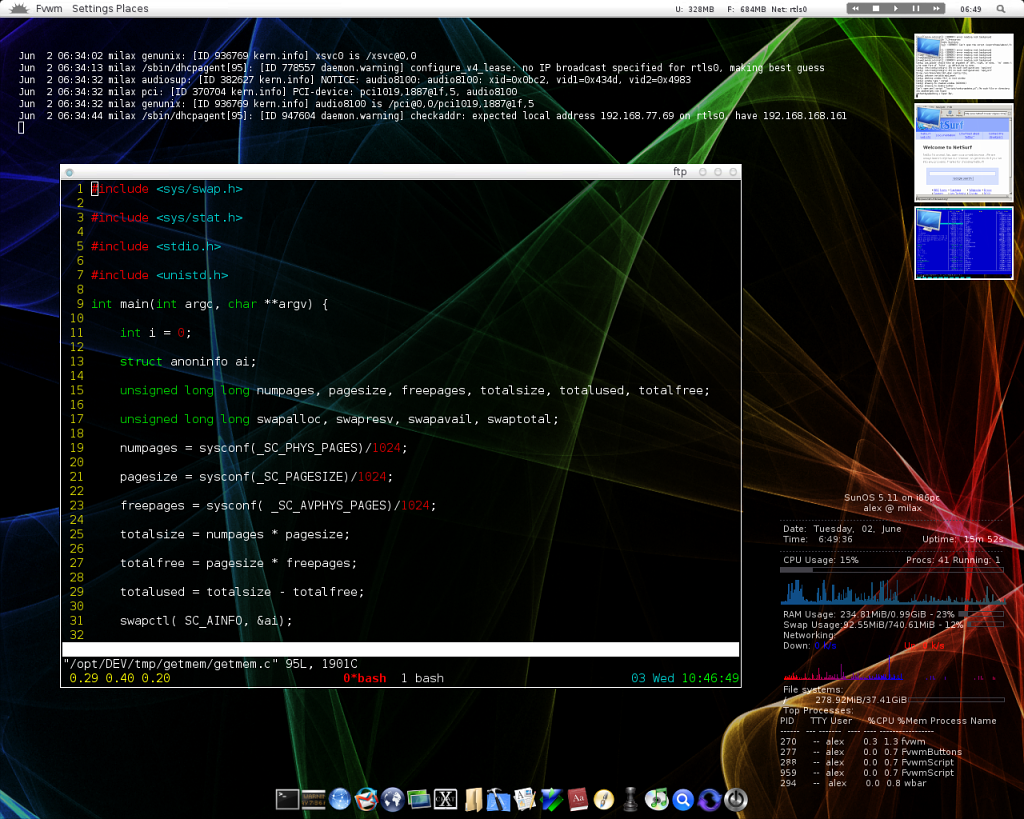
MilaX